# الطلقاء
الطلقاء هو مُصطلح إسلامي يُطلَقُ على من يُعتَقدُ إسلامه بعد فتح مكة. كانوا من المخالفين للنبي محمد في مكة الذين عفا عنهم ولم يقتلهم. يُعدُّ أبو سفيان وابنه معاوية من أبرز الطلقاء. حسب الشيعة، ذكرهم علي بن أبي طالب في حرب صفين أنهم أسلموا كرهاً وأنهم دائمًا في حالة حرب مع الإسلام. ويرون أن هذا التعبير التحقيري -بوصفهم- لبني أمية يجعلهم ليسوا أهلاً للخلافة.

## التعريف
في العربية، الطلقاء هم المُحرَّرين. والطليق: هو الأسير إذا أُطلق سَبيلهُ. وفي الاصطلاح يطلق على مجموعة من أهل مكة اعتقهم رسول الله يوم فتح مكة. ويطلق عليهم بعض أهل السير «مسلمة الفتح». على تباين من مصطلح «الأصلاء» الذي يُطلق على مسلمي الفتح.

## التاريخ
يعتقد الشيعة أنَّ الطلقاء قالوا قبل فتح مكة: «اتركوا محمد مع قومه، فإذا هزمهم اعتنقنا الإسلام، وإذا انتصروا على محمد سينقذنا قومه منه». وبعد فتح مكة دخل مشركيها في الإسلام على سبيل الخضوع للأمر الواقع بعد تفوق المسلمين عليهم. جاء في «سيرة ابن هشام» (2/ 412): حَدَّثَنِي بَعْضُ أَهْلِ الْعِلْمِ أَنَّ رَسُولَ اللَّهِ صَلَّى اللهُ عَلَيْهِ وَسَلَّمَ قَامَ عَلَى بَابِ الْكَعْبَةِ، فَقَالَ: لَا إلَهَ إلَّا اللَّهُ وَحْدَهُ لَا شَرِيكَ لَهُ، صَدَقَ وَعْدَهُ، وَنَصَرَ عَبْدَهُ، وَهَزَمَ الْأَحْزَابَ وَحْدَهُ... إلى أن قَالَ: يَا مَعْشَرَ قُرَيْشٍ، مَا تُرَوْنَ أَنِّي فَاعِلٌ فِيكُمْ؟ قَالُوا: خَيْرًا، أَخٌ كَرِيمٌ، وَابْنُ أَخٍ كَرِيمٍ، قَالَ: اذْهَبُوا فَأَنْتُمْ الطُّلَقَاءُ. ويُصنّف الحديث على أنه مرسل أو معضل، مع جهالة المرسِل.
روى البخاري (4333)، ومسلم (1059): عَنْ أَنَسٍ رَضِيَ اللَّهُ عَنْهُ، قَالَ: «لَمَّا كَانَ يَوْمُ حُنَيْنٍ، التَقَى هَوَازِنُ وَمَعَ النَّبِيِّ صَلَّى اللهُ عَلَيْهِ وَسَلَّمَ عَشَرَةُ آلاَفٍ، وَالطُّلَقَاءُ، فَأَدْبَرُوا، قَالَ: يَا مَعْشَرَ الأَنْصَارِ. قَالُوا: لَبَّيْكَ يَا رَسُولَ اللَّهِ وَسَعْدَيْكَ لَبَّيْكَ نَحْنُ بَيْنَ يَدَيْكَ، فَنَزَلَ النَّبِيُّ صَلَّى اللهُ عَلَيْهِ وَسَلَّمَ فَقَالَ: أَنَا عَبْدُ اللَّهِ وَرَسُولُهُ. فَانْهَزَمَ المُشْرِكُونَ، فَأَعْطَى الطُّلَقَاءَ وَالمُهَاجِرِينَ وَلَمْ يُعْطِ الأَنْصَارَ شَيْئًا...» الحديث. وروى الإمام أحمد (19215) «عَنْ جَرِيرٍ قَالَ: قَالَ رَسُولُ اللهِ صَلَّى اللهُ عَلَيْهِ وَسَلَّمَ: الْمُهَاجِرُونَ وَالْأَنْصَارُ أَوْلِيَاءُ بَعْضُهُمْ لِبَعْضٍ، وَالطُّلَقَاءُ مِنْ قُرَيْشٍ، وَالْعُتَقَاءُ مِنْ ثَقِيفٍ بَعْضُهُمْ أَوْلِيَاءُ بَعْضٍ إِلَى يَوْمِ الْقِيَامَةِ»

قال ابن كثير في "النهاية" (3/ 136):
" الطلقاءُ: همُ الَّذين خَلَّى عَنْهُمْ يَوْمَ فَتْح مَكَّةَ، وأَطْلَقَهُم، فَلَمْ يَسْتَرِقَّهم.
واحدُهم: طَلِيق، فَعِيل بِمَعْنَى مَفْعول، وَهُوَ الْأَسِيرُ إِذَا أُطْلِقَ سَبيله.

ومنه الحديث: (الطُّلَقَاء من قُرَيش) "
قال الحافظ ابن حجر في "الفتح" (8/ 48):
" الطُّلَقَاءِ: جَمْعُ طَلِيقٍ: مَنْ حَصَلَ مِنَ النَّبِيِّ صَلَّى اللَّهُ عَلَيْهِ وَسَلَّمَ الْمَنُّ عَلَيْهِ يَوْمَ فَتْحِ مَكَّةَ مِنْ قُرَيْشٍ وَأَتْبَاعُهُمْ "

## الآراء حولهم
يرى البعض أن إيمان الطلقاء كان بعد الحسد والوجد في نفوسهم على ما بلغه النبي من مكانة.عند وقوع الحكم في حجر الأمويين، بدءاً من عصر معاوية بن أبي سفيان. أبدى الأنصارُ معارضةً للأمويين وتأييداً لآل البيت. كان أغلب أفراد آل أمية من الطلقاء وكان لهم ثأر قديم مع أهل يثرب الذين حاربوا في بدر وقتلوا كبار القرشيين، ومن بينهم نفر من بنى أمية.

### عند الشيعة
يرى الشيعة أن الطلقاء عامّةً ذوي سمعة سيئة وبحاجة لتدقيق. كما أنهم يطلقون على بني أمية اسمَ حزب الطلقاء. ويذكرون أن الإمام علي بعث برسالة يذكر فيها أنّ: «الطلقاء، الذين لا تحل لهم الخلافة، ولا تعرض فيهم الشورى». ذكر الإمام علي في حرب صفين أن جيشه يقاتل الطلقاء وأبنائهم الذين أسلموا كرهاً، وهم دائمًا في حالة حرب مع الإسلام، وقال عنهم أنهم أعداء سنة رسول الله والقرآن، وأهل البدع، وأكلة الرشا.
كذلك ذكر الكليني ان العباس وعقيل من الطلقاء.

### عند السنة
يرى السنة إن وصف الطلقاء لا يقتضي الذم، فإن الطلقاء هم مسلمة الفتح الذين أسلموا عام فتح مكة وأطلقهم النبي، وكانوا نحوا من ألفي رجل، ويرى السنة بأن الخلافة لقريش ومنهم الطلقاء بدون تفريق.

## الأعلام
جاء في مصادرٍ تاريخيةٍ أنَّ عدد الطلقاء 2000 طليق، وكذلك وردت أسماؤهم، فمنهم: أبو سفيان، ومعاوية بن أبي سفيان، ويزيد بن أبي سفيان، وسهيل بن عمرو، وحُوَيطب بن عبد العزى، وجبير بن مطعم، وعكرمة بن أبي جهل، وعتاب بن أسيد، وصفوان بن أمية، ومطيع بن الأسود، وحكيم بن حزام، والحارث بن هشام، والحكم بن أبي العاص.
قسَّم حسن فرحان المالكي الطلقاء إلى ثلاث فئات من حيث الفضل والمنزلة:
- فئة وثق النبي بصحة إيمانهم وقوة نياتهم فلم يعطهم شيئاً من المال، منهم: عكرمة بن أبي جهل، وعتاب بن أسيد، وجبير بن مطعم.
- فئة دون الأولى في الفضل، ومنهم: الحارث بن هشام، وسهيل بن عمرو، وحكيم بن حزام.
- الفئة الثالثة، أقل الطلقاء فضلاً ومنزلة، ومنهم: معاوية بن أبي سفيان، ووالده أبي سفيان بن حرب، وصفوان بن أمية، ومطيع بن الأسود، وغيرهم ممن تألفهم النبي ﷺ بالأموال ولم يطمئن لقلوبهم.